# Mölzerova vila
Mölzerova vila je rodinná a nájemní vila v Praze 6-Dejvicích v lokalitě Hanspaulka, která stojí na rohu ulic Na Špitálce a Na Kodymce. Od 22. srpna 2011 je chráněna jako nemovitá kulturní památka České republiky.

## Historie
Funkcionalistickou vilu postavenou v letech 1938–1939 navrhl architekt František Maria Černý pro JUDr. Jaroslava Oberthora a jeho ženu Věru; její otec Eustach Mölzer byl investorem.

## Popis
Čtyřpodlažní stavba na obdélném půdorysu a plochou střechou má částečně zapuštěný suterén. Vnitřní prostory osvětlují pásy sdružených oken. Zahradní fasádu doplňují balkony se sklobetonovou podlahou. Konstrukce hlavního domovního schodiště má perforované kruhové otvory s barevným laděním materiálů. V domě je použita řada dobových prvků: sklobeton, drátosklo, osvětlovací tělesa, radiátory, výplně dveří, oken nebo kování.
Zahrada je jednotně koncipovaná spolu s domem. V její severní části je umístěn bazén s mozaikovým obkladem. Oplocení pozemku kombinuje kovové sloupky a pole s drátěnými výplněmi.